# Преслава
Вижте пояснителната страница за други личности с името Преслава.
Преслава е българска попфолк и фолклорна певица.

## Биография
Рожденото ѝ име е Петя Колева Иванова, но през 2018 година официално променя името си на Преслава Колева Иванова по своя популярен артистичен псевдоним. Учи в Средно училище „Свети Климент Охридски“, в което има паралелка с музикален профил, като там свири на гъдулка и пее в народния хор на училището. През лятото на 2003 г. Милко Калайджиев я открива за голямата сцена и я кани да пее с неговия оркестър в редица заведения по Черноморието, като преди това тя взима участие в клиповете към песните „Дръж ме да не падна“, „Не отказвам на жена“ и „Танцувай с мен“.

## Музикална кариера
Според личния ѝ сайт от новите песни, които не успяват да получат клип най-силно изпъква баладата „Безразлична“.

Певицата също така е отличена и с две международни награди за Най-популярна българска певица в чужбина и за Балканска звезда на Международните музикални награди съответно в Черна гора и в Истанбул Освен това тя е от най-награждаваните български певици – нейните отличия и награди са почти 60 на брой, придобити за 10 години.
2012 г.
Певицата е част от журито на „Гласът на България“.
2013 г.
На 17 януари се появява видеоклип върху трио „Бутилка“ – втората съвместна песен на Преслава с Галена и четвъртата с Борис Дали. На 27 януари в Интернет излиза първата солова песен за годината – „Ти да видиш“. В средата на юли Пайнер представя новите си пет диска от поредицата Златните хитове на Пайнер. Преслава излиза под номер 16 и съдържа 10-те най-емблематични хита на певицата. На 17 юли с видеоклип е промотирана лятната песен на Преслава – „Скоро“. Само няколко седмици по-късно е реализиран един дългоочакван проект – съвместната песен на Преслава с Анелия – „Няма да съм друга“, която се появява на 7 август.
2014 г.
На 14 февруари излиза видеоклипът към песента „Режим неприлична“. Само седмица по-късно непредвидено в Интернет изтича друга нова песен на Преслава със заглавие „Кажи здравей“. На 9 април с видеоклип е промотирана песента „Пиши го неуспешно“. На 23 април на пазара се появява MP3 компилацията „Хитовете на Преслава“, която съдържа 70 от най-големите хитове в 10-годишната музикална кариера на певицата. Следващата песен на Преслава отново се излъчва по Интернет, появява се на 1 август и е със заглавие „Моето слабо място“. На същата дата стартира лятното турне на фирма Пайнер, в което певицата се включва за седми път. Заедно с видеоклип е представена следващата песен на Преслава – „Повече не питай“, която е в дует с Тони Стораро, и е излъчена премиерно на 23 септември. На 1 декември, на концерта на Телевизия Планета по случай рождения ден на медията, Преслава прави премиера на третата рок балада в кариерата си – „Ако утре ме губиш“. Последната песен, която певицата представя за годината, е озаглавена „Нашето любов е“ и се появява, придружена с видеоклип на 12 декември.
2015 г.
Творческата година за Преслава започва на 14 февруари, когато е промотиран видеоклипът към баладата „Ако утре ме губиш“, която е представена в края на изминалата година. На 19 март премиерно в ефир се излъчва песента „Нокаут“ – дует на Преслава с Ваня. Първата самостоятелна песен на Преслава за годината – „Аматьорка“, се появява на 5 юни. В началото на август е пусната втората дуетна попфолк песен с Галена – „Живей“. Песента остава без видео реализация. В началото на есента Преслава става част от риалити формата Vip Brother по Nova TV. Паралелно с участието на Преслава в предаването, се появява следващата самостоятелна песен на певицата – „На тебе не отказвам“, промотирана с клип на 15 септември. През декември певицата представя още две песни – дуета с Фики – „С теб или с никой“. и соловата „Стига ти“.
2016 г.
На 9 февруари се появява първата англоезична песен на Преслава и видеоклип към нея – „In Control“, в която тя си партнира със Стефан Илчев. През пролетта на същата година певицата се включва в шоуто за имитации „Като две капки вода“ по Нова ТВ. На 23 март с видеоклип се появява песента „Чуплива и влюбена“. Следващата песен на Преслава е озаглавена „Няма да ти пиша“ и е промотирана на 26 юни, когато певицата празнува рождения си ден. На 22 ноември по случай рождения ден на ТВ Планета певицата промотира песента „Без теб“, а на 14 декември излиза видеото към песента.
2017 г.
След 5-месечна творческа пауза, на 5 май излиза видеоклипът към първата песен за годината – „Пада звезда“. На 1 ноември, с рекордна гледаемост, в ефир стартира видеоклипът към „Не се изтриваш“.
2018 г.
На 16 февруари е премиерата на видеоклипа към първата песен на Преслава за годината – „Обратно в играта“ На 24 април Преслава и сръбският изпълнител Драган Коич Кеба промотират видео към дуета си със заглавие „Bogovi zemljom hode“. На 28 септември певицата представя последния си проект за годината – „Да гори в любов“.
През 2018 г. сменя и рожденото си лично име от Петя на Преслава.
На 14 септември 2018 г. Преслава ражда дъщеря си Паола.
2019 г.
Първата песен на Преслава за годината – „Изтрезняваш ли“, се появява придружена с видеоклип на 14 февруари. На 19 юли певицата прави двойна премиера на дългоочаквания летен сингъл и клип към него – „Пиян“. На 9 септември е факт седмият самостоятелен албум на Преслава, който е озаглавен „Да гори в любов“. Албумът съдържа пет нови песни, от които в хит се превръщат песните „Не те забравям“ и „Не идвай“. На 22 октомври Преслава и Галин представят дуетната си песен „Така ни се пада“.
2020 г.
Първата и единствена песен на Преслава за годината – „Беден в сърцето“ се появява придружена с видеоклип на 19 юни и мигновено печели сърцата на меломаните.
2021 г.
След 10 месечно прекъсване, на 29 април 2021 г. Преслава пуска нова песен – „В твоето легло“, която дава сериозна заявка за хит. На 24 юни е факт дуетната песен с Лидия „Горчиви истини“.
2022 г.
През 2022 г. Преслава издава песните „От утре“, „Сладкото зло“ в дует с Константин, „Мангава тут“ в дует със Софи Маринова и „Мълчете си“.
2023 г.
През 2023 г. се появяват песните „Балканско за разкош“, „Спомени“, „Улицата“ и „Ако ти върна“.
2024 г.
През пролетта на 2024 г. Преслава представя песента „Да й приседне“. За лятото следват синглите „Старата ни песен“ и „Нищо“. През есента певицата представя осмия си самостоятелен албум – „Улицата“ и новите песните в него – „Писмо“, „С нервите съм зле“, „Не вдигай“ и „Вещица“.
На 16 ноември 2024 година Преслава провежда концерт по повод 20 години от началото на сценичната си кариера в най-голямата софийска зала „Арена 8888 София“ с участието на групата на Дани Милев и гостуващи изпълнители, като Софи Маринова, Галена и Константин. Записът от концерта се излъчва на 31 декември 2024 г. по телевизия „Планета“.

## Дискография

### Студийни албуми
- Преслава (2004)
- Дяволско желание (2005)
- Интрига (2006)
- Не съм ангел (2007)
- Пази се от приятелки (2009)
- Как ти стои (2011)
- Да гори в любов (2019)
- Улицата (2024)

### Компилации
- Mega mix (2006)
- The Best of Преслава (2009)
- Hit Collection MP3 (2009)
- Златните хитове на Пайнер 16 – Преслава (2013)
- Хитовете на Преслава (2014)

### Видео албуми
- Preslava Best Video Selection (2005)
- Preslava Best Video Selection 2 (2008)

## Турнета и самостоятелни концерти
Самостоятелно турне
- Преслава — USA Tour (2012)
- Преслава – USA & Canada Tour (2017)
- Преслава и Цеца – Concert (2021)
- Преслава – 20 години на сцена (2024)

Концерти зад граница: Гърция, Турция, Северна Македония, Испания, Белгия, Великобритания, Германия, Кипър, Австралия, Швейцария, Норвегия и др.
От 2005 до 2014 г. Преслава участва в изданията на Националното турне на „телевизия "Планета“.

## Награди
Годишни музикални награди на Телевизия „Планета“
| Година | Получател                | Награда                                                       | Резултат  |
| ------ | ------------------------ | ------------------------------------------------------------- | --------- |
| 2004   | Преслава                 | Дебют на годината                                             | Спечелена |
| 2005   | Преслава                 | Най-бързо прогресиращ изпълнител                              | Спечелена |
| 2005   | „Дяволско желание“       | Песен на годината                                             | Спечелена |
| 2006   | „И когато съмне“         | Песен на годината                                             | Спечелена |
| 2006   | Преслава                 | Певица на годината                                            | Спечелена |
| 2006   | „Предай се на желанието“ | Награда на Винпром Карнобат                                   | Спечелена |
| 2006   | „Първи в сърцето“        | Награда на сп. „Нов фолк“ за най-добър дует                   | Спечелена |
| 2007   | Преслава                 | Певица на годината                                            | Спечелена |
| 2007   | „Лъжа е“                 | Песен на годината                                             | Спечелена |
| 2008   | Преслава                 | Певица на годината                                            | Спечелена |
| 2008   | „Новата ти“              | Най-артистично присъствие във видеоклип                       | Спечелена |
| 2008   | „Не съм ангел“           | Албум на годината                                             | Спечелена |
| 2009   | Преслава                 | Певица на годината                                            | Спечелена |
| 2009   | „Пази се от приятелки“   | Албум на годината                                             | Спечелена |
| 2009   | „Не ми пречи“            | Дует на годината                                              | Спечелена |
| 2010   | „Пия за тебе“            | Дует на годината                                              | Спечелена |
| 2010   | Преслава                 | Специална награда за изпълнител с най-много концертни участия | Спечелена |
| 2011   | Преслава                 | Певица на годината                                            | Спечелена |
| 2012   | Преслава                 | Музикален идол на годината                                    | Спечелена |
| 2012   | Преслава                 | Посланик на българската музика зад граница                    | Спечелена |
| 2013   | „Режим неприлична“       | Песен на годината                                             | Спечелена |
| 2014   | Преслава                 | Певица на годината                                            | Спечелена |
| 2014   | „Ако утре ме губиш“      | Баладичен хит на годината                                     | Спечелена |
| 2015   | Преслава                 | Певица на годината                                            | Спечелена |

Годишни музикални награди на сп. „Нов Фолк“
| Година | Получател              | Награда                                               | Резултат  |
| ------ | ---------------------- | ----------------------------------------------------- | --------- |
| 2004   | Преслава               | Дебют на годината                                     | Спечелена |
| 2004   | „Преслава 2004“        | Дебютен албум на година                               | Спечелена |
| 2004   | Преслава               | Успехи зад граница                                    | Спечелена |
| 2005   | „Дяволско желание“     | Песен на годината                                     | Спечелена |
| 2005   | „Дяволско желание“     | Албум на годината                                     | Спечелена |
| 2005   | Преслава               | Най-бързо прогресиращ изпълнител                      | Спечелена |
| 2006   | Преслава               | Певица на годината                                    | Спечелена |
| 2006   | „И когато съмне“       | Песен на годината                                     | Спечелена |
| 2006   | „Интрига“              | Албум на годината                                     | Спечелена |
| 2006   | „Първи в сърцето“      | Дует на годината                                      | Спечелена |
| 2006   | Преслава               | Най-добри студийни изпълнения                         | Спечелена |
| 2007   | Преслава               | Певица на годината                                    | Спечелена |
| 2007   | „Не съм ангел“         | Албум на годината                                     | Спечелена |
| 2008   | Преслава               | Певица на годината                                    | Спечелена |
| 2008   | „Новата ти“            | Песен на годината                                     | Спечелена |
| 2008   | Преслава               | Най-добро изпълнение на живо                          | Спечелена |
| 2009   | Преслава               | Певица на годината                                    | Спечелена |
| 2009   | „Пази се от приятелки“ | Албум на годината                                     | Спечелена |
| 2009   | „Не ми пречи“          | Вокална формация на годината                          | Спечелена |
| 2010   | Преслава               | Певица на годината                                    | Спечелена |
| 2010   | „Пия за тебе“          | Дует на годината                                      | Спечелена |
| 2011   | Преслава               | Певица на годината                                    | Спечелена |
| 2011   | Преслава               | Специална награда за принос и изключителни постижения | Спечелена |
| 2011   | Преслава               | Специална награда за глас № 1                         | Спечелена |

Награди на сайт Signal.bg
| Година | Получател           | Награда                   | Резултат  |
| ------ | ------------------- | ------------------------- | --------- |
| 2010   | Преслава            | Най-харесвана фолк певица | Спечелена |
| 2011   | Преслава            | Най-харесвана фолк певица | Спечелена |
| 2013   | Преслава            | Фолк идол на годината     | Спечелена |
| 2014   | „Ако утре ме губиш“ | Балада на годината        | Спечелена |
| 2015   | Преслава            | Най-харесвана фолк певица | Спечелена |
| 2015   | Преслава            | Фолк идол на годината     | Спечелена |
| 2016   | Преслава            | Най-харесвана фолк певица | Спечелена |
| 2018   | „Да гори в любов“   | Хит на годината           | Спечелена |
| 2019   | „Пиян“              | Хит на годината           | Спечелена |
| 2019   | Преслава            | Фолк идол на годината     | Спечелена |

Годишни музикални награди на FolkPlus
| Година | Получател         | Награда            | Резултат  |
| ------ | ----------------- | ------------------ | --------- |
| 2018   | „Да гори в любов“ | Песен на годината  | Спечелена |
| 2019   | „Пиян“            | Песен на годината  | Спечелена |
| 2019   | „Да гори в любов“ | Албум на годината  | Спечелена |
| 2020   | Преслава          | Mashup на годината | Спечелена |

Годишни музикални награди на радио „Веселина“
| Година | Получател   | Награда        | Резултат  |
| ------ | ----------- | -------------- | --------- |
| 2024   | Преслава    | Попфолк певица | Спечелена |
| 2024   | „Писмо“     | Попфолк песен  | Спечелена |
| 2024   | „Мъри моме“ | Народна песен  | Спечелена |

Годишни музикални награди на радио „Романтика“
| Година | Получател           | Награда                   | Резултат  |
| ------ | ------------------- | ------------------------- | --------- |
| 2010   | Преслава            | Любовна Мегазвезда        | Спечелена |
| 2011   | „Право на влюбване“ | Любовна песен на годината | Спечелена |

Годишни музикални награди на club „Revue“
| Година | Получател | Награда                      | Резултат  |
| ------ | --------- | ---------------------------- | --------- |
| 2014   | Преслава  | Най-добро изпълнение на живо | Спечелена |
| 2015   | Преслава  | Певица на годината           | Спечелена |

Награди на фестивал „Охридски трубадури“ – Македония
| Година | Получател | Награда           | Резултат  |
| ------ | --------- | ----------------- | --------- |
| 2004   | Преслава  | Дебют на годината | Спечелена |

Награди на фестивал „Валандово“ – Македония
| Година | Получател | Награда                         | Резултат  |
| ------ | --------- | ------------------------------- | --------- |
| 2004   | Преслава  | Награда за чуждестранно участие | Спечелена |

Фестивал „Пирин Фолк“
| Година | Получател      | Награда                                      | Резултат  |
| ------ | -------------- | -------------------------------------------- | --------- |
| 2004   | „Всеотдайност“ | Трета награда на публиката за авторска песен | Спечелена |

Фестивал „МонтеФолк“ – Черна гора
| Година | Получател | Награда                          | Резултат  |
| ------ | --------- | -------------------------------- | --------- |
| 2008   | Преслава  | Най-популярна певица на България | Спечелена |

Международни музикални награди в Истанбул, Турция
| Година | Получател | Награда                      | Резултат  |
| ------ | --------- | ---------------------------- | --------- |
| 2013   | Преслава  | Балканска звезда на годината | Спечелена |

Други награди
| Година | Получател                      | Награда                | Резултат  |
| ------ | ------------------------------ | ---------------------- | --------- |
| 2024   | „Преслава: 20 години на сцена“ | Събитие на 2024 година | Спечелена |

Като две капки вода
| Година | Получател | Награда       | Резултат  |
| ------ | --------- | ------------- | --------- |
| 2016   | Преслава  | Мис Рокендрол | Спечелена |